# Anna Louisa Geertruida Bosboom-Toussaint

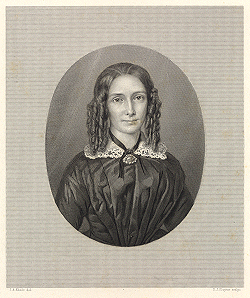
Anna Bosboom-Toussaint, Zeitgenössische Darstellung, um 1840

Anna Louisa Geertruida Bosboom-Toussaint (anhörenⓘ; * 16. September 1812 in Alkmaar; † 13. April 1886 in Den Haag) war eine niederländische Schriftstellerin. Anna Bosboom gilt als eine der wichtigsten Vertreterinnen der Romantik in den Niederlanden.

## Leben
Toussaint wurde in der holländischen Stadt Alkmaar geboren. Am 16. April 1833 legte sie ein Lehrerinnen-Examen ab, fand jedoch ihre Berufung im Schreiben. Nach ihrer späten Heirat mit dem niederländischen Maler Johannes Bosboom 1851 zog sie mit ihm von Alkmaar nach Den Haag.
In einem halben Jahrhundert schriftstellerischer Betätigung verfasste sie ein reiches Werk und hatte eine wichtige Rolle im literarischen und religiösen Leben ihrer Zeit inne.
Anna Bosboom-Toussaint wird zu den bedeutendsten niederländischen Künstlern des 19. Jahrhunderts gezählt.
Nachdem sie mit ihrem Roman Almagro (1837) große Erwartungen geweckt hatte, erfolgte der viel beachtete Roman De graaf van Devonshire (1838). Beide Werke sind durch die englische Romantik beeinflusst.
In der Folgezeit beschäftigte sie sich auf Anregungen des Redakteurs Potgieter hin mehr mit der niederländischen Geschichte. So entstand der Roman Het huis Lauernesse (1840), mit dem sich ihre Bekanntheit weiter steigerte; ihm folgten weitere Romane. Von all diesen Romanen verdient die Trilogie De Delftsche wonderdokter (Der Wunderheiler von Delft) (1870/1871) besondere Erwähnung als eines der Hauptwerke der Anna Bosboom. Als Autorin ist sie aber auch heute noch bekannt für ihren Gegenwartsroman Majoor Frans (1874), dessen zweite Hauptfigur eine junge Frau ist, die von ihrem Vater als Junge erzogen wurde.

## Werke
- Almagro (1837);
- De Graaf van Devonshire, Romantische Episodes uit de jeugd van Elisabeth Tudor (1838);
- Engelschen te Rome, rom. epis. uit de regering van Paus Sixtus V, 2 Bände (1839);
- Het huis Lauernesse, 2 Bände (1840);
- Een kroon voor Karel den Stoute (1842);
- Verspreide Verhalen (1843);
- Ximenes-Alba – Orsini. Drie Novellen uit Spanje, 2 Bände (1842);
- Negen Novellen – eine Sammlung von neun Novellen (1846);
- Leycester in Nederland, Trilogie (1846);
- Diana (1847);
- Mejonkvr. de Mauléon (1847);
- Fantasiën in December 1848 (1848);
- Gedenkschrift van de inhuldiging des Konings Willem III binnen de hoofdstad des rijks (12. Mai 1849);
- Het huis Honselaarsdijk in 1631, historische Novelle in 2 Bänden (1849);
- De vrouwen uit het Leycestersche tijdvak Trilogie (1849–1850);
- Moedervreugde en moederlijden. Fantasiën (1850);
- Eenige schetsen (1850);
- Media-Noche (um 1851)
- Een tafereel uit den Nijmeegschen vredehandel (1852);
- Don Abbondio II (1853);
- De Alkmaarsche wees en eenige andere novellen (1854);
- Gideon Florensz, historischer Roman, 4 Bände (1854–1855);
- Historische Novellen (1856);
- Een Leydsch student in 1593 hist. Roman (1858);
- Graaf Pepoli. De roman van een rijk edelman, Trilogie (1860);
- De triomf van Pisani (1861);
- De bloemschilderes Maria van Oosterwijk (1862);
- De terugkeer van Golgotha (1862);
- Het laatst bedrijf van een stormachtig leven (1864);
- De verrassing van Hoey in 1595, 2 Bände (1866);
- Frits Millioen en zijne vrienden. Eene vertelling, 2 Bände (1868);
- De Delftsche wonderdokter, Trilogie (1870–1871, 1883);
- Majoor Frans (1877);
- Langs een omweg (1879);
- Raymond de schrijnwerker (1880).

Einige der Novellen von Anna Bosboom wurden zunächst in Zeitschriften oder Jahrbüchern, darunter die berühmte Literaturzeitschrift De Gids, veröffentlicht. Ein Sammelband mit ihren gesammelten romantischen Werken, Novellen und Kurzgeschichten erschien 1884 in Den Haag.